# Ружеевщино
Руже́евщино — село в Сурском районе Ульяновской области в составе Никитинского сельского поселения.

## География
Находится на у реки Якла на расстоянии примерно 37 километров по прямой на восток от районного центра — посёлка Сурское.

## История
Основано во второй половине XVII века помещиком В.И. Ружевским. 
Приписной к церкви Покрова Пресвятой Богородицы с. Кезьмино деревянный храм в селе Ружевщине, построенный в 1884 году. Престол в нём в честь Нерукотворенного образа Христа Спасителя. 
В 1913 году в селе было 172 двора, 1080 жителей и церковь со школой. В советское время работал колхоз «Новая жизнь».

## Население
| 2010 |
| ---- |
| 251  |

Население составляло 273 человека в 2002 году (русские — 84%), 251 — по переписи 2010 года.

## Памятники и памятные места
- Обелиск павшим (1983)[8].